# Coppa Argentina 2017
La Coppa Argentina 2017 si è svolta dal 23 febbraio al 2 aprile 2017: al torneo hanno partecipato sette squadre di club argentine e la vittoria finale è andata per la prima volta all'Obras Sanitarias.

## Regolamento
Il torneo prevede la partecipazione dei club classificati dal quinto posto in giù nella corrente Liga Argentina de Voleibol: 
- I club che non hanno acceduto ai play-off scudetto danno vita a un round-robin nella prima fase, ospitato dal club meglio classificato in Liga Argentina de Voleibol, dal quale le prime due classificate accedono al turno successivo;
- I quattro club eliminati ai quarti di finale dei play-off scudetto prendono parte alla seconda fase, dove vengono raggiunti dai due classificati dopo la prima fase, dando vita a due round-robin, sempre ospitati dai due club meglio classificati nella Liga Argentina de Voleibol, venendo raggruppati col metodo della serpentina;
- I due club vincitori dei rispettivi round-robin accedono alla finale in gara unica, ospitata nuovamente dal club meglio classificato in Liga Argentina de Voleibol.

## Squadre partecipanti
| Squadra             | Qualificazione                            | Ultima partecipazione |
| ------------------- | ----------------------------------------- | --------------------- |
| Alianza Jesús María | 7ª in Liga Argentina de Voleibol 2016-17  | Coppa Argentina 2016  |
| Deportivo Morón     | 9ª in Liga Argentina de Voleibol 2016-17  | Debutto               |
| Gigantes del Sur    | 5ª in Liga Argentina de Voleibol 2016-17  | Coppa Argentina 2016  |
| Obras Sanitarias    | 6ª in Liga Argentina de Voleibol 2016-17  | Debutto               |
| Puerto San Martín   | 11ª in Liga Argentina de Voleibol 2016-17 | Coppa Argentina 2016  |
| River Plate         | 8ª in Liga Argentina de Voleibol 2016-17  | Debutto               |
| UNTreF              | 10ª in Liga Argentina de Voleibol 2016-17 | Coppa Argentina 2016  |

## Torneo

### Prima fase

#### Risultati
| 23 febbraio 2017 CEDEM N.° 2, Caseros Durata: 1h:39 - Spettatori: ?             | UNTreF          | 3 - 1 | Puerto San Martín | 25-20, 22-25, 25-18, 25-19 |
| 24 febbraio 2017 Polideportivo Gorki Grana, Morón Durata: 1h:18 - Spettatori: ? | Deportivo Morón | 3 - 0 | Puerto San Martín | 25-22, 25-22, 25-22        |
| 3 marzo 2017 Polideportivo Gorki Grana, Morón Durata: 1h:10 - Spettatori: ?     | Deportivo Morón | 3 - 0 | UNTreF            | 25-23, 25-19, 25-21        |

#### Classifica
| Pos. | Squadra           | Pt | G | V | P | SV | SP | Ratio | PF | PS | Ratio |
| ---- | ----------------- | -- | - | - | - | -- | -- | ----- | -- | -- | ----- |
| 1    | Deportivo Morón   | 6  | 2 | 2 | 0 | 6  | 0  |       |    |    |       |
| 2    | UNTreF            | 3  | 2 | 1 | 1 | 3  | 4  |       |    |    |       |
| 3    | Puerto San Martín | 0  | 2 | 0 | 2 | 1  | 6  |       |    |    |       |

### Seconda fase

#### Gruppo A

##### Risultati
| 16 marzo 2017 Estadio Ruca Che, Neuquén Durata: 1h:49 - Spettatori: ? | Gigantes del Sur | 3 - 1 | Deportivo Morón | 21-25, 25-17, 25-23, 25-21 |
| 17 marzo 2017 Estadio Ruca Che, Neuquén Durata: 1h:35 - Spettatori: ? | River Plate      | 1 - 3 | Deportivo Morón | 20-25, 24-26, 26-24, 23-25 |
| 18 marzo 2017 Estadio Ruca Che, Neuquén Durata: 1h:36 - Spettatori: ? | Gigantes del Sur | 3 - 1 | River Plate     | 25-21, 21-25, 26-24, 25-21 |

##### Classifica
| Pos. | Squadra          | Pt | G | V | P | SV | SP | Ratio | PF | PS | Ratio |
| ---- | ---------------- | -- | - | - | - | -- | -- | ----- | -- | -- | ----- |
| 1    | Gigantes del Sur | 6  | 2 | 2 | 0 | 6  | 2  |       |    |    |       |
| 2    | Deportivo Morón  | 3  | 2 | 1 | 1 | 4  | 3  |       |    |    |       |
| 3    | River Plate      | 0  | 2 | 0 | 2 | 2  | 6  |       |    |    |       |

#### Gruppo B

##### Risultati
| 16 marzo 2017 Estadio Aldo Cantoni, San Juan Durata: 1h:46 - Spettatori: ? | Obras Sanitarias    | 3 - 2 | UNTreF              | 23-25, 28-26, 18-25, 25-20, 15-10 |
| 17 marzo 2017 Estadio Aldo Cantoni, San Juan Durata: 1h:15 - Spettatori: ? | Alianza Jesús María | 3 - 0 | UNTreF              | 25-15, 25-21, 33-31               |
| 18 marzo 2017 Estadio Aldo Cantoni, San Juan Durata: 1h:26 - Spettatori: ? | Obras Sanitarias    | 3 - 1 | Alianza Jesús María | 25-14, 13-25, 25-15, 25-22        |

##### Classifica
| Pos. | Squadra             | Pt | G | V | P | SV | SP | Ratio | PF | PS | Ratio |
| ---- | ------------------- | -- | - | - | - | -- | -- | ----- | -- | -- | ----- |
| 1    | Obras Sanitarias    | 5  | 2 | 2 | 0 | 6  | 3  |       |    |    |       |
| 2    | Alianza Jesús María | 3  | 2 | 1 | 1 | 4  | 3  |       |    |    |       |
| 3    | UNTreF              | 1  | 2 | 0 | 2 | 2  | 6  |       |    |    |       |

### Finale
| 2 aprile 2017 Estadio Ruca Che, Neuquén Durata: 1h:11 - Spettatori: ? | Gigantes del Sur | 0 - 3 | Obras Sanitarias | 17-25, 23-25, 16-25 |